# 大菅岳史

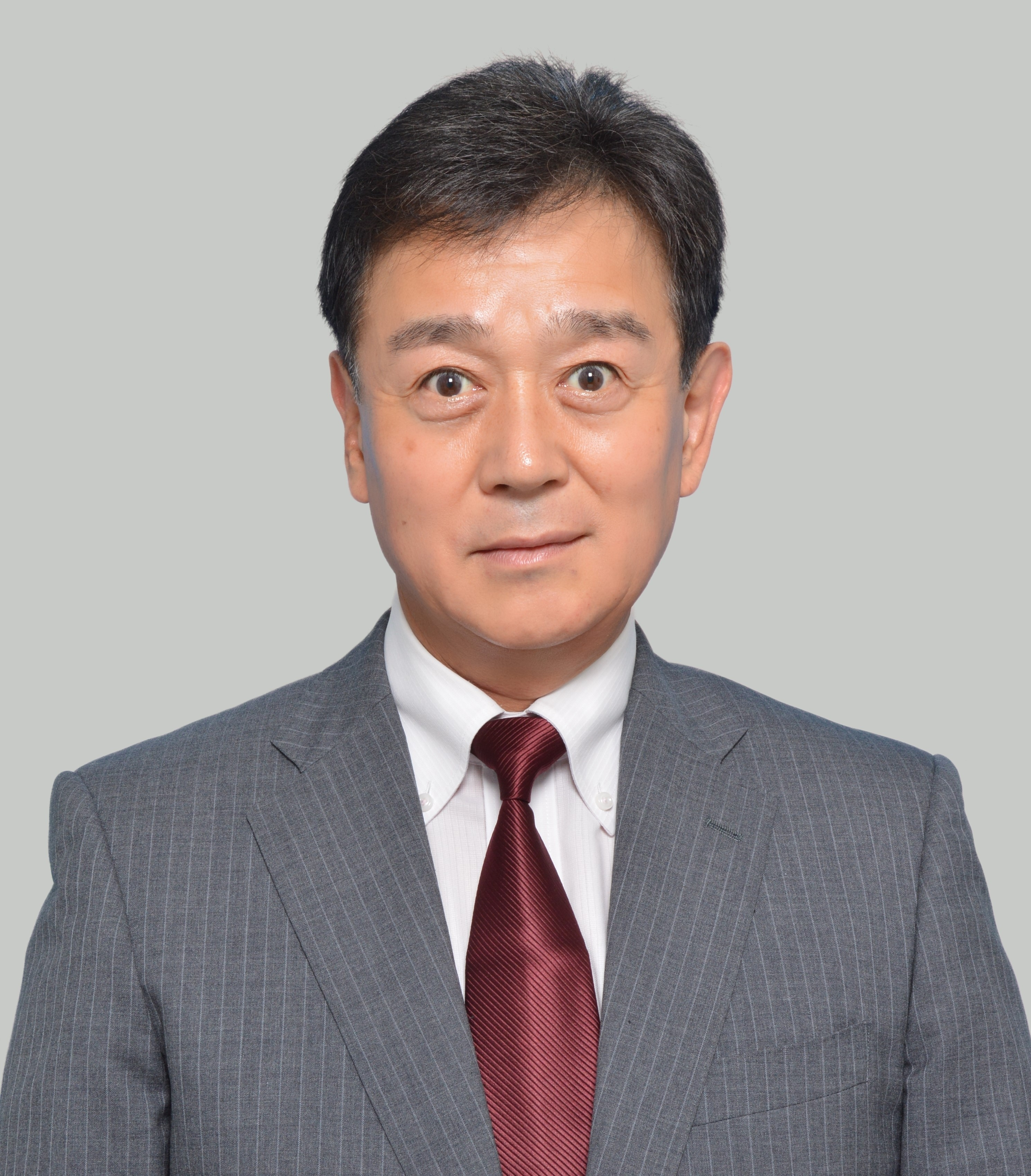

大菅 岳史（おおすが たけし、1962年8月2日 - ）は、日本の外交官。外務省アフリカ部長、外務報道官、国際連合日本政府代表部特命全権大使・国連日本政府次席代表を等経て、2022年9月より駐チュニジア特命全権大使。

## 経歴・人物
埼玉県所沢市出身。1985年東大法学部卒、外務省入省。1994年在フランス日本国大使館一等書記官。1998年外務省条約局国際協定課首席事務官。2000年外務大臣官房人事課首席事務官。2002年外務省大臣官房人事課企画官。2003年在インドネシア日本国大使館参事官。2005年在イラク・サマーワ外務省連絡事務所所長代行兼大臣官房危機管理調整室長。同年外務省総合外交政策局国際社会協力部政策課長。2006年外務省総合外交政策局国際協力局地球規模課題審議官組織多国間協力課長。
2008年国際連合日本政府代表部公使。2011年在インド日本国大使館公使。外務省国際協力局参事官・大使兼地球規模課題担当兼中東アフリカ局、アジア大洋州局参事官兼南部アジア、アジア大洋州局兼南部アジア部参事官を経て、2017年外務省アジア大洋州局兼南部アジア部兼中東アフリカ局兼アフリカ部審議官。同年外務省中東アフリカ局アフリカ部長。2018年から外務省外務報道官を務め、北朝鮮創立70周年を前に北朝鮮への渡航自粛を呼びかけるなどした。2019年国際連合日本政府代表部特命全権大使・国際連合日本政府次席常駐代表。2022年9月、駐チュニジア特命全権大使。

## 同期
- 相木俊宏（21年タジキスタン大使）
- 磯俣秋男（24年スリランカ大使・21年アラブ首長国連邦大使）
- 市川とみ子（23年軍縮会議代表部大使）
- 伊藤恭子（23年チリ大使・20年エチオピア大使）
- 稲垣久生（23年トンガ大使）
- 大森摂生（22年ボツワナ大使）
- 島田順二（21年メルボルン総領事）
- 清水信介（22年特命全権大使（アフリカ開発会議（TICAD）担当兼アフリカの角地域関連担当、国連安保理改革担当、安保理非常任理事国選挙担当）・18年チュニジア大使）
- 鈴木秀生（24年特命全権大使（広報外交担当兼国際保健担当、メコン協力担当）・20年チェコ大使・19年国際協力局長・17年地球規模課題審議官）
- 鈴木浩（22年インド大使・20年外務審議官・12年内閣総理大臣秘書官）
- 鈴木亮太郎（21年アイスランド大使）
- 滝崎成樹（20年内閣官房副長官補・19年アジア大洋州局長）
- 竹内一之（22年ザンビア大使）
- 垂秀夫（20年中国大使・19年官房長）
- 中前隆博（22年スペイン大使・19年アルゼンチン大使・17年中南米局長）
- 橋本尚文（22年特命全権大使（人権担当兼国際平和貢献担当）・20沖縄大使・18年イラク大使）
- 福島秀夫（21年パナマ大使・18年ヒューストン総領事）
- 前田徹（21年ブルネイ大使）
- 三澤康（25年関西担当大使・22年タンザニア大使）
- 水嶋光一（21年イスラエル大使・19年領事局長）
- 水越英明（24年スウェーデン大使・21年スリランカ大使・20年国際情報統括官）
- 武藤顕（23年ロシア大使・22年外務省研修所長）
- 森美樹夫（23年ニューヨーク総領事・21年領事局長）
- 山元毅（23年ペルー大使・19年グアテマラ大使・17年東京都外務長）